# Ruská Bystrá
Ruská Bystrá (in ungherese: Oroszsebes) è un comune della Slovacchia facente parte del Distretto di Sobrance, nella regione di Košice.